# Europameisterschaften im Bogenschießen 2002
Die Europameisterschaften im Bogenschießen 2002 wurden vom 22. bis 27. Juli im finnischen Oulu ausgetragen.

## Ergebnisse

### Recurvebogen
| Disziplin         | Gold                                                                               | Silber                                                                    | Bronze                                                                   |
| ----------------- | ---------------------------------------------------------------------------------- | ------------------------------------------------------------------------- | ------------------------------------------------------------------------ |
| Männer Einzel     | Michele Frangilli                                                                  | Balschinima Zyrempilow                                                    | Ilario Di Buò                                                            |
| Frauen Einzel     | Natalia Valeeva                                                                    | Derya Bard Sarıaltın                                                      | Justyna Mospinek                                                         |
| Männer Mannschaft | Frankreich Olivier Tavernier Willy Ardiet Jocelyn de Grandis Lionel Torrés         | Niederlande Ron van der Hoff Wietse van Alten Pieter Custers              | Italien Ilario Di Buò Marco Galiazzo Francesco Lunelli Michele Frangilli |
| Frauen Mannschaft | Russland Magarita Galinowskaja Oxana Koslowa Jelena Tutatschikowa Natalja Bolotowa | Polen Barbara Węgrzynowska Wioleta Myszor Justyna Mospinek Iwona Dzięcioł | Ukraine Kateryna Serdjuk Olena Sadownytscha Kateryna Palecha             |

### Compoundbogen
| Disziplin         | Gold                                                           | Silber                                                     | Bronze                                                                          |
| ----------------- | -------------------------------------------------------------- | ---------------------------------------------------------- | ------------------------------------------------------------------------------- |
| Männer Einzel     | Michele Palumbo                                                | Björn Andersson                                            | Fred van Zutphen                                                                |
| Frauen Einzel     | Anna-Liisa Tuuttu                                              | Petra Dortmund                                             | Giorgia Solato                                                                  |
| Männer Mannschaft | Niederlande Fred van Zutphen Guido Van den Bosch Peter Elzinga | Slowenien Tomaž Hodnik Rajko Usaj Dejan Sitar Tevž Grögl   | Frankreich Jean-Marc Beaud Claude Brunstein Denis Vanez Stéphane Sauvignan      |
| Frauen Mannschaft | Russland Anna Bologowa Oktjabrina Bolotowa Sofja Gontscharowa  | Finnland Anne Laurila Sirkka Sokka-Matikainen Anne Laurila | Frankreich Catherine Pellen Catherine Deburck Sandrine Vandionant Valérie Fabre |

## Medaillenspiegel
| Platz  | Land        | Gold | Silber | Bronze | Gesamt |
| ------ | ----------- | ---- | ------ | ------ | ------ |
| 1      | Italien     | 3    | –      | 3      | 6      |
| 2      | Russland    | 2    | 1      | –      | 3      |
| 3      | Niederlande | 1    | 1      | 1      | 3      |
| 4      | Finnland    | 1    | 1      | –      | 2      |
| 5      | Frankreich  | 1    | –      | 2      | 3      |
| 6      | Polen       | –    | 1      | 1      | 2      |
| 7      | Deutschland | –    | 1      | –      | 1      |
| 8      | Slowenien   | –    | 1      | –      | 1      |
| 9      | Schweden    | –    | 1      | –      | 1      |
| 9      | Türkei      | –    | 1      | –      | 1      |
| 11     | Ukraine     | –    | –      | 1      | 1      |
| Gesamt | Gesamt      | 8    | 8      | 8      | 24     |